# Exposition spécialisée de Jérusalem 1953
L’Exposition Internationale sur la Conquête du Désert est une Exposition dite Spécialisée reconnue par le Bureau International des Expositions qui s’est tenue du 22 septembre au 14 octobre 1953 à Jérusalem, en Israël autour du thème de la conquête du désert. Elle portait sur la mise en valeur et la transformation des espaces désertiques en habitat.   